# The Marine 4: Moving Target
The Marine 4: Moving Target (também conhecido como The Marine 4 e The Marine: Moving Target) (Brasil: Busca Explosiva 4 ) é um filme de ação produzido nos Estados Unidos, dirigido por William Kaufman e protagonizado por Mike "The Miz" Mizanin e Summer Rae. Foi lançado digitalmente no dia 10 de abril de 2015 e lançado diretamente em DVD e blue ray em 21 de abril de 2015.